# Torre Servizi Tecnici Comunali
La Torre Servizi Tecnici Comunali, anche nota come Torre Pirelli 39 o Pirellino, è un grattacielo che si trova a Milano, in via Giovanni Battista Pirelli 39 all'angolo con via Melchiorre Gioia, nel pieno centro direzionale di Milano.

## Storia
L'edificio venne costruito nel 1966 su progetto degli architetti Renato Bazzoni, Luigi Fratino, Vittorio Gandolfi, Aldo Putelli, come parte dell'incompiuto "Centro Direzionale".
L'ultimo piano della torre era occupato dalla centrale telefonica e centralino.
Il 24 febbraio 2015, è stato completato il trasferimento degli uffici e dei dipendenti che lavoravano nella dalla agli uffici di via Bernina 12, in vista della vendita e riqualificazione dell'edificio.
Il 29 marzo 2019 l'edificio è stato ceduto a COIMA, che se lo è aggiudicato al termine di un'asta pubblica al prezzo di 175 milioni di euro. Il 28 gennaio 2021 COIMA svela il progetto vincitore del concorso internazionale bandito a fine 2019: Stefano Boeri (Stefano Boeri Architetti) e Elizabeth Diller (Diller Scofidio + Renfro) immaginano un sistema complesso di edifici che comprende una struttura-ponte con una serra che, oltre ad ospitare una foresta, ingloba numerose attività culturali e per il tempo libero. Nel 2025 COIMA annuncia una revisione del progetto, con l'eliminazione della serra e della nuova torre residenziale e la sola ristrutturazione dell'edificio esistente che manterrà la destinazione d'uso uffici.

## Descrizione
L'interessante caratteristica dell'edificio, che raggiunge un'altezza di 90 metri per 25 piani, è la presenza di un corpo basso che è stato edificato a ponte a doppia arcata su via Melchiorre Gioia.